# Infomobile
Infomobile était un opérateur en radiomessagerie (sous la marque commerciale Kobby), dans le cadre du développement du pôle télécommunications du groupe Bouygues.
Pendant trois ans, Infomobile accélère son développement en capitalisant sur son savoir-faire de spécialiste BtoB de la relation client et ses spécificités : campagnes de télémarketing, gestion d’appels 24/7 (cellules de crise, astreintes, appels d’urgence, standard, télésecrétariat...), courtage banques assurances, SVI sortants, délégation de personnel.
Cependant, le rachat et le rattachement de deux centres SFR par le Groupe Teleperformance en août 2007 conduit à une réorganisation de l'entrepriseet au départ en 2008 de plusieurs responsables, notamment chez Webhelp.
La société a été dissoute en 2009.

## Prestations
Spécialiste BtoB du Groupe Teleperformance, Infomobile proposait un large éventail de prestations en :
- Prise de RDV
- Services 24/7
- Télévente BtoB
- Délégation de personnel
- Transfert d’activité
- Gestion de crise
- Le numéro ami [4],[5]
- Solution off-shore
- Banques-Assurances

## Historique
- 1993 : création d’Infomobile comme Opérateur National en Radio Messagerie (Kobby), filiale de Bouygues SA.
- 1998 : diversification télémarketing : offre complète en centres de contacts et spécialisation dans les astreintes, appels d’urgence et services non-stop aux entreprises en 24/7.
- 2004 : reprise par Teleperformance, leader de l'externalisation de la gestion de la relation client.
- 2005 : obtention du statut de courtier en assurance et positionnement BtoB.
- 2007 : rattachement de deux nouveaux sites en province, Lyon et Toulouse, dans le cadre d’un transfert d’activités et d’une reprise de personnel SFR [6].
- 2009 : fusion[7] avec Teleperformance et disparition de la marque Infomobile.